# Carl Friedberg
Carl Rudolph Hermann Friedberg (Bingen (Renània-Palatinat), 18 de setembre, 1872 - Idem. 9 de setembre, 1955), va ser un pianista i professor de música alemany de fe jueva.
Era fill d'Eduard Friedberg (1837–1937) i d'Elisa Landau (1844–1926), tots dos de Bingen. Els Friedberg havien estat en el comerç del vi des de 1700.
Friedberg va estudiar al Conservatori Hoch de Frankfurt del Main amb James Kwast de 1883 a 1887 i després va ser alumne de Clara Schumann durant dos anys. Va fer el seu debut orquestral l'any 1892 amb la Filharmònica de Viena sota la direcció de Gustav Mahler. L'any següent va rebre una plaça de professor de piano al Conservatori Hoch, que va ocupar fins al 1904. Després va ensenyar a la "Rheinische Musikschule" de Colònia fins al 1914.
El 1914 va debutar com a pianista al Carnegie Hall de Nova York. L'esclat de la Primera Guerra Mundial va impedir el seu retorn a Alemanya, i va emprendre gires de concerts pels EUA i, a partir de 1916, com a successor de Rudolph Ganz, va impartir la classe magistral de piano a l'"Institute for Musical Arts", que més tard es va convertir en la Juilliard School de Música. El 13 de gener de 1916 es va casar a Nova York amb la cantant Gerda Agnes von Wätjen (1886–1965), filla del conseller del govern privat Hermann von Wätjen de Düsseldorf, que va morir el 1911. El 1918 va tornar a Alemanya, on va substituir Artur Schnabel al trio Schnabel/Flesch/Becker i va viure com a pianista a Munic. El 1927 Frank Damrosch el va portar de nou a l'Institut d'Arts Musicals com a professor per als estudiants de piano avançats. A la primavera de 1922 va organitzar un cicle de Brahms en tres vespres a Munic amb Gerda Friedberg (soprano), Helene Zimmermann (violí) i Karl Wagner (clarinet). Entre els seus nombrosos alumnes hi havia: William Masselos, Ernst Freudenthal, Ilse Fromm, Maro Ajemian, Malcolm Questioner, Jeanne Therrien, Jane Carlson, Bruce Hungerford, Percy Grainger, Ethel Leginska, Yaltah Menuhin, Elly Ney, Erwin Schulhoff i Jascha Zayde.
El 1953 Friedberg va gravar algunes de les obres de Robert Schumann, com ara els Estudis simfònics i el Romanç en fa sostingut major. El 1954 va visitar Europa per primera vegada des de l'esclat de la Segona Guerra Mundial.
L'any 1955, als 82 anys, va planejar una gira de concerts per Europa. Un transatlàntic el va portar a Itàlia, però a bord va contraure una pneumònia. Va anar a Merano (Tirol del Sud) per una cura, on va morir i va ser enterrat.